# موريس بريفوست
موريس بريفوست (بالفرنسية: Maurice Prévost)‏ هو طيار فرنسي، ولد في 22 سبتمبر 1887 في رانس في فرنسا، وتوفي في 27 نوفمبر 1952 في نويي-سور-سين في فرنسا.